# Drie keer vallen
Drie keer vallen is een nummer van het Nederlandse cabaret- en zangduo Acda en De Munnik uit 1997. Het is de derde en laatste single van hun titelloze debuutalbum.
Ondanks dat het nummer de Nederlandse Top 40 niet haalde, geniet het er toch bekendheid.